# Athena Manoukian
Athena Manoukian (grško Αθηνά Μανουκιάν; armensko Աթենա Մանուկյան), grško-armenska pevka, tekstopiska, * 22. maj 1994. Manoukian bi morala zastopati Armenijo na tekmovanju za pesem Evrovizije 2020 s pesmijo »Chains on You«, vendar je bilo tekmovanje odpovedano zaradi epedimije COVID-19.

## Kariera
Manoukianova glasbena kariera se je začela leta 2007, ko je sodelovala in osvojila prvo nagrado na tekmovanju talentov »This Is What's Missing«, grškega televizijskega programa kanala Alpha TV.
Leto pozneje se je udeležila grškega nacionalnega izbora za mladinsko Pesem Evrovizije 2008 s pesmijo »To Fili Tis Aphroditis« je v finalu zasedla sedmo mesto. 
Leta 2011 je izdala svoj prvi singel »Party Like A Freak«, ki je postala ena največjih uspešnic v Grčiji. Po uspehu s pesmijo »Party Like A Freak« je bila dvakrat nominirana za nagrado na podelitvi MAD Video Music Awards. Leta 2012 je izdala naslednji singel »I Surrender«, ki je takoj postal hit tistega poletja. Čez par mesecev pozneje izdala naslednjo pesem »Na Les Pos M' agapas«. Athena je prejela za pesmi »Party Like A Freak«, »I Surrender« in »Na Les Pos M' agapas« nagrado zlato ploščo.
Leta 2014 je izdala naslednji singel »XO«. Za pesem je posnela tudi videospot. Skladba je bila posneta v Stockholmu na Švedskem, njen videospot pa je bil posnet v Sydneyju v Avstraliji. Videospot je doživel velik uspeh v Evropi, Aziji, Avstraliji in Ameriki. Prav tako je dosegla prvo mesto na lestvicah in zmagala na natečaju Armenian Pulse Awards za najboljšo pesem v angleščini.
Leta 2017 je Manoukian prodrl v glasbeno industrijo kot tekstopisec in pisec glasbe za pesem »Palia Mou Agapi«, ki jo je izvedla Helena Paparizou, zmagovalka tekmovanja za Pesem Evrovizije 2005.
Leta 2018 je bila Athena na avdiciji v britanski različici The X Factor, ki je pristala na naslovnici časopisa The Sun ter številnih večjih časopisih in revijah. Navdušila je sodnike Louisa Tomlinsona, Simona Cowella, Robbieja Williamsa in Aydo Field, zaradi česar je njen nastop postal viralen.

## Pesem Evrovizije
Leta 2020 je zmagala je na armenskem nacionalnem izboru Depi Evratesil 2020, kjer je zmagala in postala predstavnica Armenije na tekmovanju za Pesem Evrovizije 2020 v Rotterdamu na Nizozemskem s pesmijo »Chains on You«, ki je mešanica hip-hopa in R&B. Vendar je bilo tekmovanje odpovedano zaradi pandemije koronavirusne bolezni 2019. V začetku leta 2021 je izdala balado »You Should Know«. Čeprav je bilo marca istega leta potrjeno, da ne bo ponovno izbrana za predstavnika Armenije na tekmovanju za pesem Evrovizije 2021, so se na koncu odpovedali nastopu zaradi posledic vojne v gorskem Karabahu iz leta 2020.

## Diskografija

### Pesmi
- »Party Like A Freak« (2011)
- »I Surrender« (2012)
- »Na Les Pos M' agapas« (z S i N leta 2012)
- »XO« (2014)
- »Chains on You« (2020)
- »Dolla« (2020)
- »You Should Know« (2021)
- »OMG« (2021)
- »Kiss Me In The Rain« (2022)